# Совершенно секретно (телепередача)
«Совершенно секретно» — советская и российская документальная телепрограмма. Первый выпуск программы вышел в эфире 9 ноября 1991 года на Второй программе ЦТ и РТР. Автор и ведущий проекта был Артём Боровик. После октября 1993 года программу также стали делать ушедшие из телекомпании ВИD журналисты Михаил Маркелов, Андрей Калитин, Наталия Метлина, Елена Саркисян, Этери Левиева и Майя Лаврова.
В 1995 году широкий общественный резонанс вызвала программа, посвящённая дедовщине в рядах ВС РФ.
В 1999 году программа удостоилась премии ТЭФИ к этому моменту РТР уже отказался от показа программы и по приглашению Владимира Гусинского «Совершенно секретно» стало выходить на подконтрольном ему НТВ под названием «Совершенно секретно. Информация к размышлению». После смены собственника НТВ в 2001 году программа выходила на этом телеканале ещё пять лет.
В 2006 году программа несколько лет выходила на Пятом канале. Выходили как повторы, так и новые выпуски. Повторы программы транслировались на телеканалах «Время», «24 Док» и на одноимённом канале.